# إس إف سايت
إس إف سايت (بالإنجليزية: SF Site)‏؛ هي مجلة إلكترونية أمريكية، يقع مقرها في كندا. أسّسها الكاتب الكندي «جون أونيل» (بالإنجليزية: John O'Neill)‏؛ وبدأت في النشر في العام 1996. تهتم باستعراض الأفلام، لقاء الكُتّاب ومراجعة الكتب والإصدارات الأدبيّة، الفنيّة والترفيهيّة.